# 久留島通同
久留島 通同（くるしま みちとも）は、江戸時代中期の大名。通称は福次郎、刀帯。豊後国森藩7代藩主。官位は従五位下・出雲守。

## 略歴
5代藩主・久留島光通の七男として誕生（異説有り）。
天明5年（1785年）3月21日、嗣子の無い兄・通祐の養子となる。同年5月15日、10代将軍徳川家治にお目見えする。寛政3年（1791年）7月17日、養父通祐の死去により家督を継いだ。同年12月16日、従五位下出雲守に叙任する。寛政9年（1797年）5月15日、大番頭に就任する。寛政10年（1798年）、大坂城番となったが、在任中の8月10日に死去した。享年40。法号は瑞竜院。
家督は次男・通嘉が継いだ。

## 系譜
父母
- 久留島光通（実父）
- 久留島通祐（養父）

正室
- 島津久柄の娘

側室
- 山口氏

子女
- 久留島通嘉（次男）生母は山口氏（側室）